# Angelitos negros (film, 2009)
 (juin 2024).
Si vous disposez d'ouvrages ou d'articles de référence ou si vous connaissez des sites web de qualité traitant du thème abordé ici, merci de compléter l'article en donnant les références utiles à sa vérifiabilité et en les liant à la section « Notes et références ».
Pour plus de détails, voir Fiche technique et Distribution.
Angelitos negros est un film espagnol de l'année 2009 de langue française et wolof réalisé par Raúl San Julián.

## Synopsis
Angelitos negros est une fable qui raconte l'expérience transformatrice de la rencontre entre deux mondes. La tristesse, l'impuissance, la frustration, la peur et la solitude se dissipent lorsque l'on ouvre son cœur à autrui. Angelitos negros illustre la rencontre entre un vieil homme retraité et un jeune immigrant. La tension de cette découverte mutuelle les conduit à se retrouver dans l'amitié et la solidarité. De cette union naît l'espoir d'un monde plus juste et plus humain.

## Fiche technique
- Réalisation : Raúl San Julián
- Assistant réalisateur : Álvaro Collado
- Directeur artistique : Andrés Arjona
- Production : Alberto Chacón pour Minotauro Productions
- Scénario : Raúl San Julian
- Musique :
- Son : David Almeida Ribeiro
- Photographe : Aitor Uribarri
- Montage : Gil Vaissman et Carlos Blas Peña

## Distribution
- Maximiliano Márquez
- Primo José Mañana
- Ángel García Suárez
- Claudia Tobo
- Gonzalo Mairal
- Alejandro Herran Luna
- Fernando Montero